# Lerjevallen

Lerjevallen är ett fritidsområde som ligger cirka 20 kilometer norr om Kristianstad, i Kristianstads kommun vid Lerjesjön. Området förvaltas av Stiftelsen Lerjevallens Friluftsgård sedan 1960-talet. På området finns två stycken mindre stugor (Timmerstugan och Lillstugan) som kan hyras av allmänheten mot en avgift.
Området är populärt för bad på somrarna och för friluftsliv på vinterhalvåret. Den gamla skidbacken är dock nedlagd sedan 1990-talet. Skåneleden går fram till området söderifrån (Vattenriketleden SL6). Här finns tre markerade vandringsleder, varav en är elbelyst.
Det finns ett antal grillplatser runt sjön samt tre vindskydd. Fordonstrafik är förbjuden inom området. Från 1950-tal fram till 1990-tal var ishockeyklubben Lerjevallen HK aktiv på sjön vintertid.
I närheten finns även Romeliaeken som har rötter i 1100-talet. Den är den äldsta bergseken i Europa, och även ett känt resmål för turister som besöker Lerjevallen. Runt om eken ligger ett område med vacker skog. Detta lockar även många vandrare och mountainbikecyklister varje år.